# 나라 이름의 약칭
대한민국에서는 관례적으로 주요 국가 이름의 약칭을 한자나 한글로 한두 자로 나타내는 경우가 있다. 주로 신문의 머리기사나 두 국가 이상을 병렬하여 나타낼 때(한미 관계, 한일전 등) 학술 용어 등에서 두드러진다. 자주 쓰이는 것도 있고, 약칭 이외에는 거의 쓰이지 않는 것도 있다. 일부는 두 글자로 나타낸다. 신문에서는 한자 약칭과 한글 약칭 모두 많이 사용된다.
한글로 표현할 경우 한자의 음과 일치하는 경우가 많지만 일부는 한글로 표기할 때의 약칭 방식이 다르기도 있다(노(露)-러/불(佛)-프 등). 하지만 한자 약칭을 한글로 사용하지 못하는 것은 아니다. 즉, 한글로 작성한 '영-불 관계'라는 말이 틀리지는 않다. 다만 '영-프 관계'라는 말도 많이 사용된다.
한글로 표기할 때는 맨 앞 글자를 딴다. 또한 생소하거나 한 글자로는 정확하게 특정하기 어려운 국명이여서 한 글자로 국명을 쉽게 유추하기 어려운 경우 약칭을 따로 사용하지 않는 경우도 많지만 예외도 있다(이-팔 전쟁 등).
또한 한자 약칭을 언어(일어, 영어, 독어, 불어, 노어 등)나 관련된 용어(일제(日製) 등)에 사용하는 경우도 많지만, 국명 자체를 사용하는 경우도 많다(일본어, 독일어, 프랑스어, 러시아어, 일본제/일본 제품 등).

## 한자 약칭 목록

### 정식 국명 또는 지명이 한자 또는 한자 혼합이고 그 첫 글자를 딴 경우
- 대한민국(大韓民国): 韓(한)[3]
- 미국(美国): 美(미)[4]
- 중국(中国): 中(중)[4]
- 일본(日本): 日(일)[4]
- 인도(印度): 印(인)[5]
- 태국(泰国): 泰(태)[6]
- 영국(英国): 英(영)[5]
- 독일(獨逸): 獨(독)[4]
- 오스트레일리아(濠洲, 호주): 濠(호)[3]

### 정식 국명이나 지명은 원어이나, 약칭에 한해 한자를 쓰는 경우
중국어의 음역어인 경우가 않다.
- 네덜란드: 화란(중국어: 和蘭, 병음: Hélán)의 첫 글자를 딴 和(화)[7]
- 러시아: 로서아(중국어: 露西亞, 병음: Éluósī)의 첫 글자를 딴 露(로/노)[8]
- 베트남: 월남(중국어: 越南, 병음: Yuènán)의 첫 글자를 딴 越(월)[9]
- 스페인: 서반아(중국어: 西班牙, 병음: Xībānyá)의 첫 글자를 딴 西(서)[10]
- 이집트: 애급(중국어: 埃及, 병음: Āijí)의 첫 글자를 딴 埃(애)[11]
- 이탈리아: 이태리(伊太利)의 첫 글자를 딴 伊(이)[12]
- 인도네시아: 인도니서아(중국어: 印度尼西亞, 병음: Yìndùníxīyà)의 준말인 印尼(인니)[13]
- 캐나다: 가나다(중국어: 加那陀, 병음: Jiānátuó)의 첫 글자를 딴 加(가)[3]
- 포르투갈: 포도아(중국어: 葡萄牙, 병음: Pútáoyá)의 첫 글자를 딴 葡(포)[14]
- 프랑스: 불란서(중국어: 佛蘭西, 병음: Fǎguó)의 첫 글자를 딴 佛(불)[15]
- 필리핀: 비율빈(중국어: 比律賓, 병음: Fēilǜbīn)의 첫 글자를 딴 比(비)[16]

이 외에도 한자 국명의 첫 글자를 따면 약칭으로 사용할 수 있다.

## 한글 약칭 목록

### 한자 약칭과 한글 약칭이 다른 경우
- 러시아: 러시아의 첫 글자를 딴 '러' (<-> 한자 약칭 露(로/노)와는 다름)
- 프랑스: 프랑스의 첫 글자를 딴 '프' (<-> 한자 약칭 佛(불)과는 다름)

이 외에도 한글 국명의 첫 글자를 따면 약칭으로 사용할 수 있다.

## 같이 보기
- 나라 이름의 한자 표기 목록